# Galaxias pedderensis
Galaxias pedderensis — вид прісноводних корюшкоподібних риб родини Галаксієві (Galaxiidae). Вид вважається вимерлим в дикій природі і був спочатку знайдений тільки в озері Педдер в Тасманії.

## Поширення
Спочатку описаний тільки в озері Педдер і навколишніх струмках. Після будівництва греблі у 1972 році, його ареал спочатку розширився до озера Гордон і Клін Рівер. Проте, до з 1980 року рибка стала зустрічатись дуже рідко. Інтродукцію форелі визнано як основний фактор, що спричинив зникнення цього виду. Вид виживає у двох популяціях за межами свого первісного ареалу.

## Опис
Невеликі зеленувато-коричневі рибки з білими і коричневими контрастними смугами, що проходять в основі плавників і розбиваються на дрібні плями на нижній частині. Завдовжки до 160 мм.